# Plan incliné de Ronquières
Le plan incliné de Ronquières est un ascenseur à bateaux près de Ronquières (Braine-le-Comte), dans la province de Hainaut (Belgique). Situé sur le parcours du canal Charleroi-Bruxelles, il permet de faire glisser un bac contenant une ou plusieurs péniches en vue de leur faire franchir un dénivelé important. Le plan incliné a été mis en service en 1968.

## Description

Ancien canal et ses écluses avant la construction du plan incliné et nouveau tracé du canal Charleroi-Bruxelles.

Le plan incliné de Ronquières compense une dénivellation de 68 m sur 1 432 m de long.
Il est constitué de deux bacs montés sur rails équipés chacun d'un contrepoids de 5 500 tonnes circulant dans la trémie sous le bac (204 galets de roulement). Chaque bac mesure 91 m de long (87 utiles) et de 16 m de large (12 utiles), 2 rangées de 59 essieux soit 236 galets de roulement d'un diamètre de 70 cm et peut contenir une hauteur d’eau de 3  à   3,70 m.
Sa capacité maximale est de une péniche de 1 350 tonnes ou plusieurs bateaux de plus petit tonnage.
Chaque bac est tracté par un treuil situé dans la tête amont, au pied de la tour, il est relié à son contrepoids par huit câbles et fonctionne de manière totalement indépendante.
Le parcours de 1 432 m entre les deux biefs dure 22 minutes environ à la vitesse de 1,20 m/s. L'ensemble de la translation prenant environ 45 minutes.

## Galerie photos

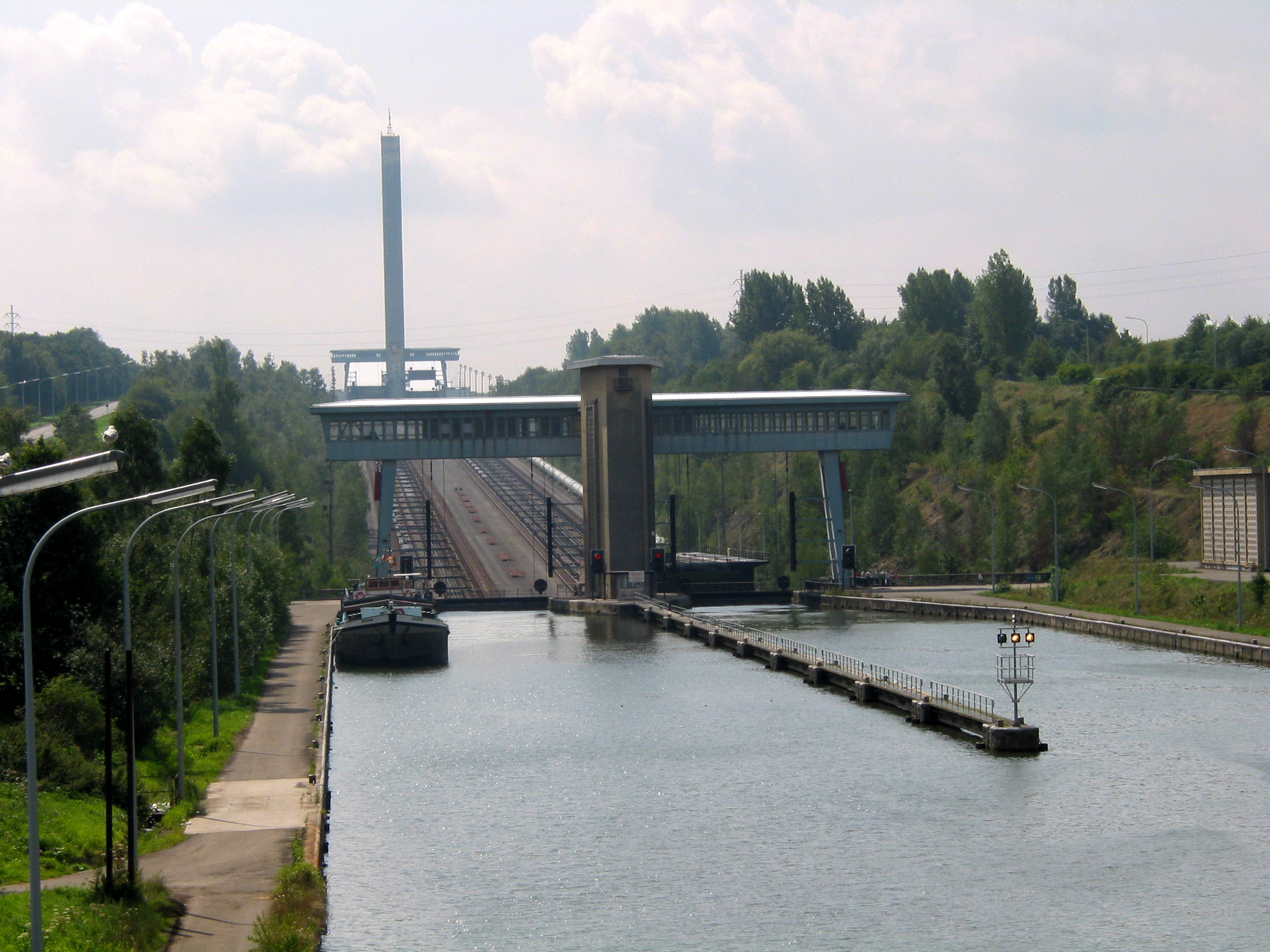
Le bief d'attente du plan incliné.
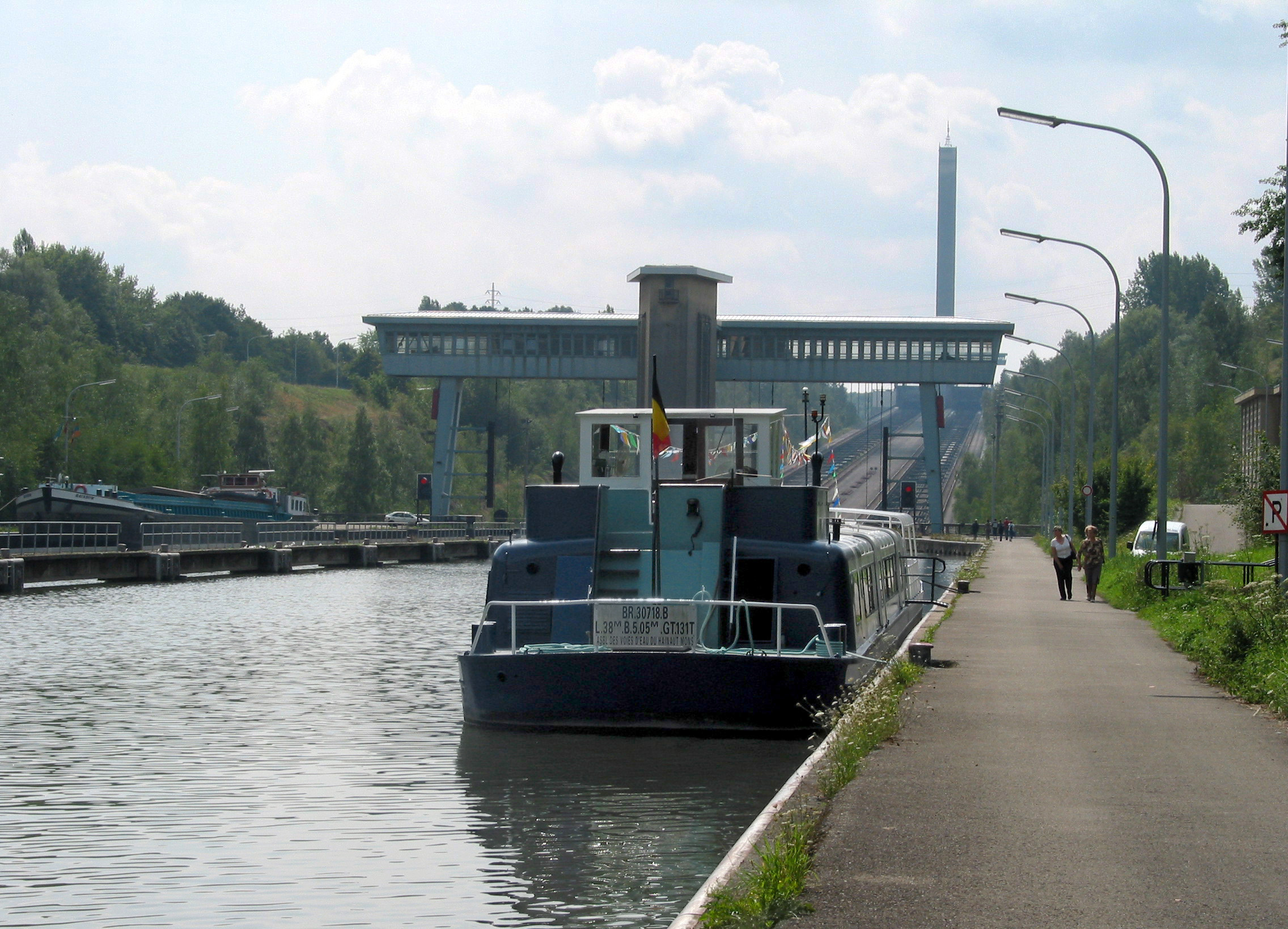
Bateau en attente devant le plan incliné.
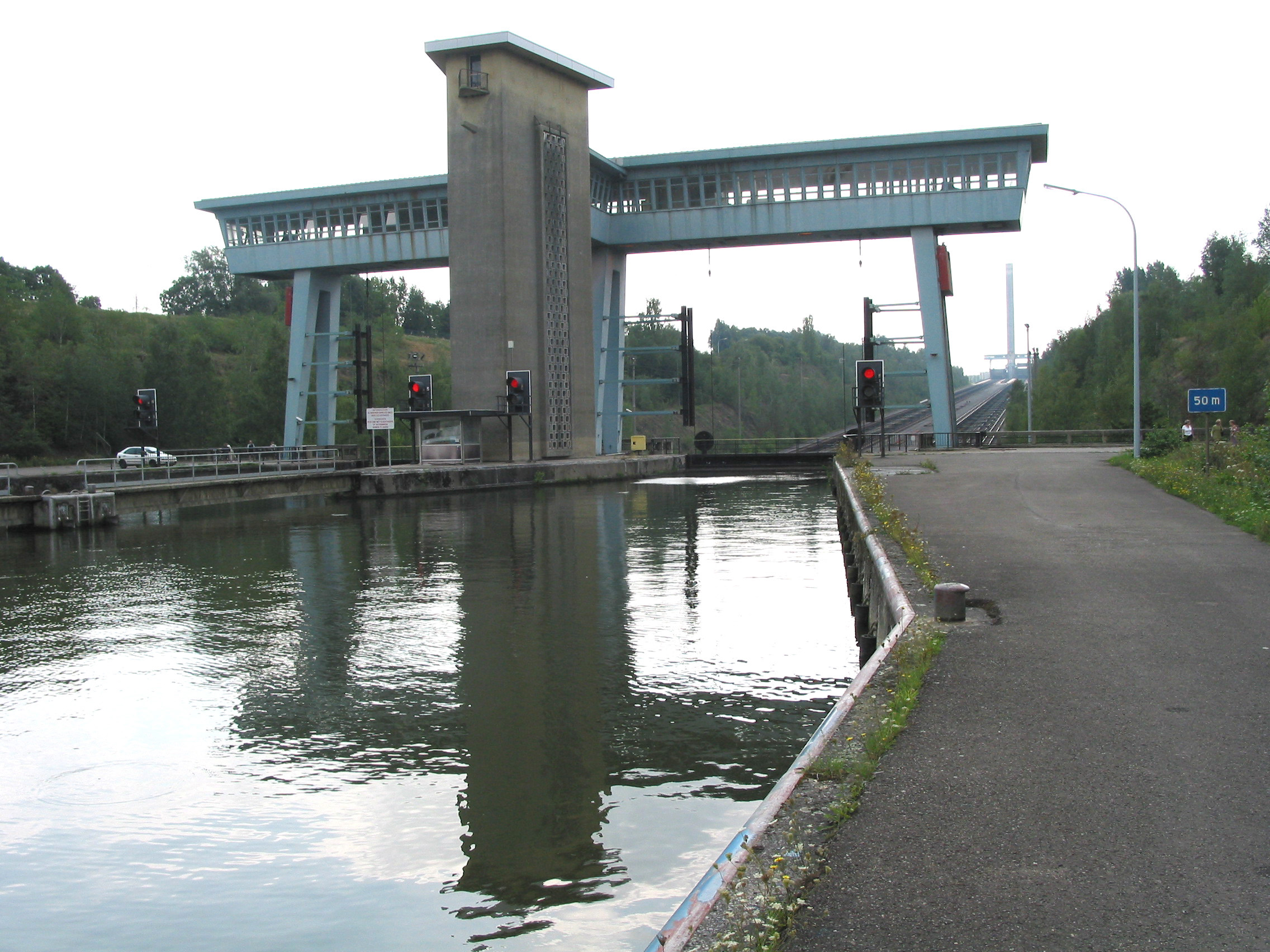
Tour de contrôle inférieure et salle des machines.
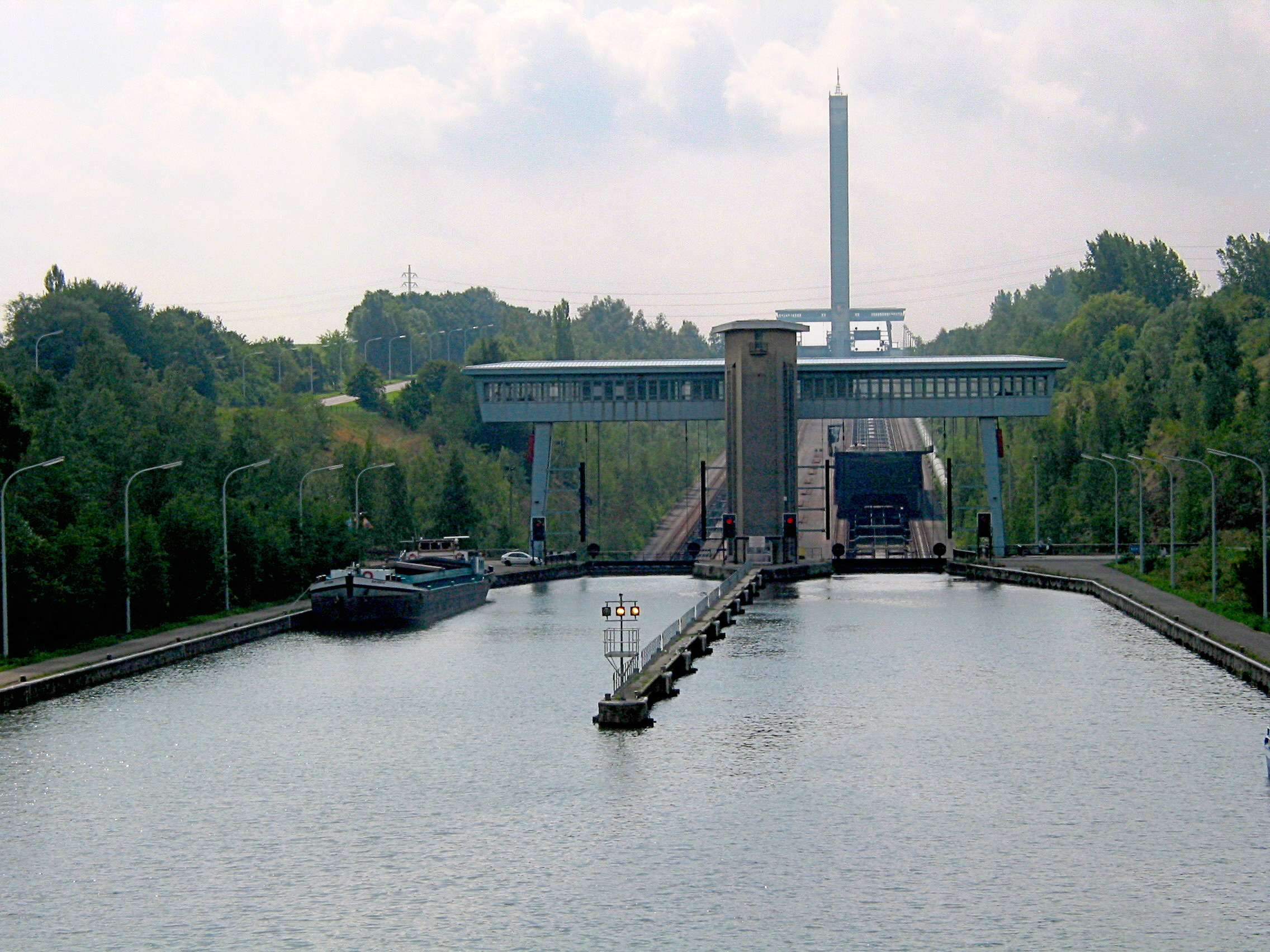
Bac en route vers la section supérieure du canal.
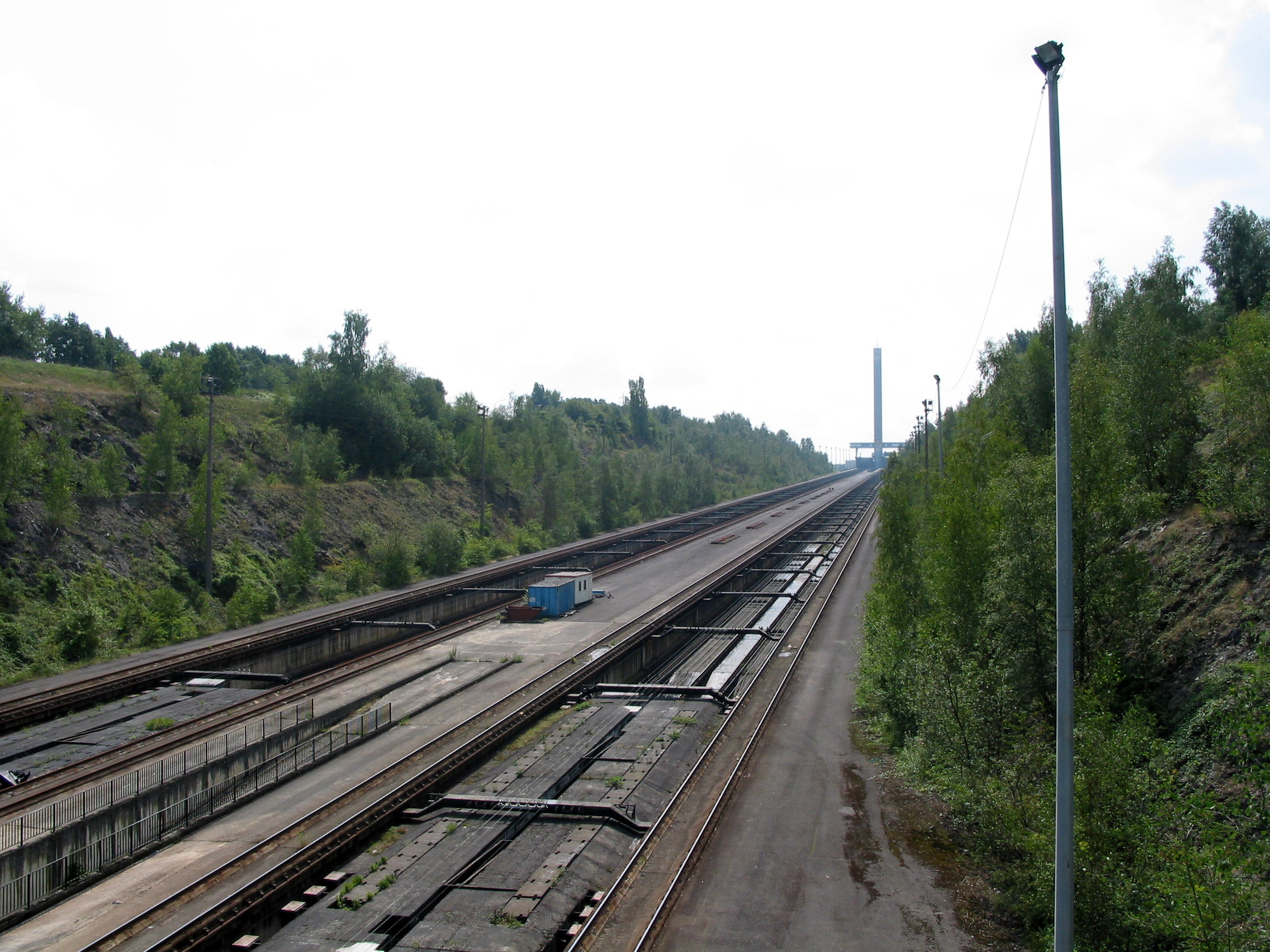
Le plan incliné et ses deux contrepoids.